# Жечпосполита (вестник)
„Жечпосполита“ (на полски: Rzeczpospolita) е полски вестник (ежедневник). Заглавието на вестника е древнополски термин на републиканското състояние – Жечпосполита.

## История
Eжедневникът озаглавен „Жечпосполита“ се появява за първи път през 1920 г.
„Жечпосполита“ като първа провежда дискусия в журналистическата общност за лустрацията в тази среда.
През 25 януари 2005 г. „Жечпосполита“ започва кампания срещу използването на публикации в медиите формулировка: полските концентрационни лагери (на английски: polish concentration camps) и полските лагери на смъртта на определене германските лагери в окупирана Полша.
През 15 октомври 2007 г. вестникът променя формата си от широкоформатен на компактен. 
От 20 април 2008 г. „Жечпосполита“ също се появява в електронен вид в уебсайта на вестника.
Според Института за мониторинг на медиите през 2007–2010 „Жечпосполита“ е най-често цитираната медия в Полша.